# Сверстюк Євген Олександрович
Євге́н Олекса́ндрович Сверстю́к (13 грудня 1927, Сільце, Волинська область — 1 грудня 2014, Київ, Україна) — український літературний критик, есеїст, поет, мислитель, філософ, учасник руху шістдесятництва, політв'язень радянського режиму. Досліджував творчість М. Гоголя, Т. Шевченка, І. Франка. Засновник та з 1989 року — незмінний редактор православної газети «Наша віра», президент Українського ПЕН-клубу. Доктор філософії. Автор одного з найважливіших текстів українського самвидаву — «Із приводу процесу над Погружальським», голова УАНТІ.

## Життєпис
Народився 13 грудня 1927 року в селі Сільце Горохівського повіт Волинського воєводства Польщі (нині Горохівська міська територіальна громада Луцького району Волинської області України) у селянській родині.  
Освіта — Львівський державний університет, відділення «логіка і психологія» філологічного факультету (1947—1952), потім — аспірант Науково-дослідного інституту психології Міносвіти України (1953—1956).
Працював учителем української мови в Почаєві (1952), с. Богданівка Підволочиського району (1953), викладачем української літератури Полтавського педагогічного інституту (1956—1959), старшим науковим працівником НДІ психології (1959—1960), завідувачем відділу прози журналу «Вітчизна» (1961—1962), старшим науковим працівником відділу психологічного виховання НДІ психології (1962—1965), відповідальним секретарем «Українського ботанічного журналу» (1965—1972).
1965 року в Одеському університеті був призначений день для захисту дисертації на ступінь кандидата педагогічних наук. Захист за тепер зрозумілих причин не відбувся.
У 1959, 1960, 1961, 1965 (за виступи проти дискримінації української культури), 1972 (за промову на похороні Дмитра Зерова) роках його звільняли з роботи за політичними мотивами. Переслідуваний протягом років за участь у «Самвидаві» і протести проти арештів і незаконних судів, у січні 1972 року — заарештований і в березні 1973 року засуджений за статтею 62 ч. I КК УРСР за виготовлення і розповсюдження документів «самвидаву» до семи років таборів (відбував у ВС — 389/36 у Пермській області: на завершення отримав 15 діб карцеру, де сидів із кримінальними в'язнями, уник «програмованого» адміністрацією «зони» конфлікту з ними, вони на прощання подарували іконку) та п'яти років заслання (з лютого 1979 року — столяр геологічної експедиції в Бурятії). З жовтня 1983 до 1988 року працював столяром на київській фабриці індпошиву № 2.
Улітку 1987 року з Сергієм Набокою (голова ради), Олесем Шевченком, Ольгою Гейко-Матусевич, Віталієм Шевченком, Миколою Матусевичем та іншими створили Український культурологічний клуб (УКК). Улітку 1988 року разом із товаришами з УКК біля пам'ятника св. Володимиру відзначили 1000-ліття Хрещення Русі в день початку «офіційного святкування» у Москві, незважаючи на «тупцяння чоловіків у чорних капелюхах». Інформацію про подію масово передруковували за кордоном.

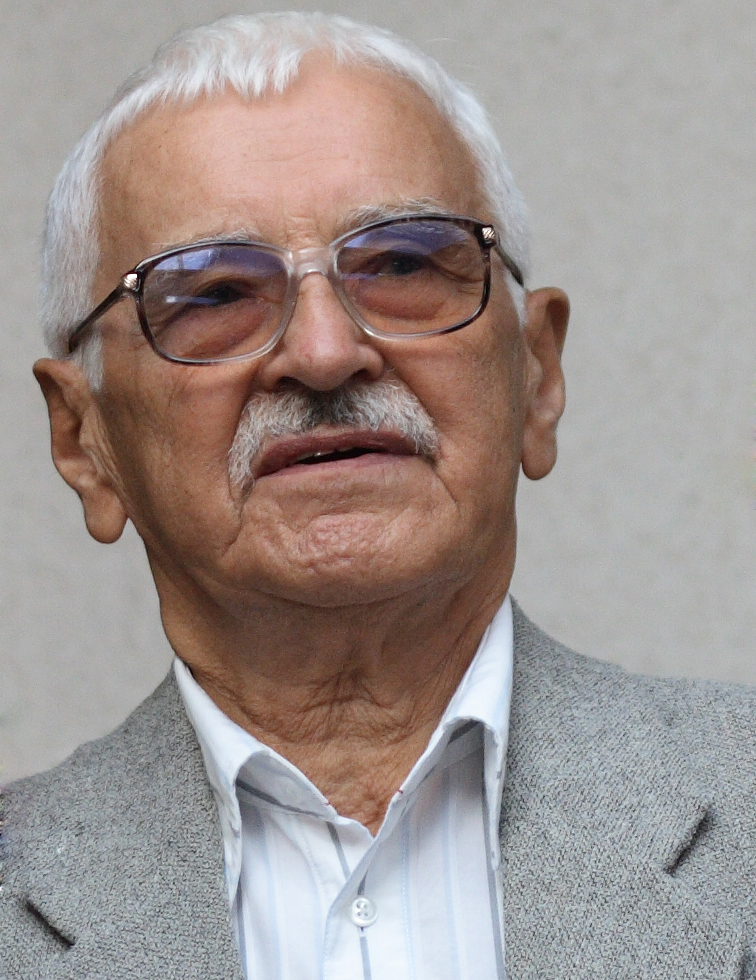
Євген Сверстюк в останні роки життя

Після проголошення незалежності України був активним ідеологом дерадянізації країни. Широко відомі його публікації, присвячені подоланню радянського спадку в духовному житті:
| …Наші полиці заставлені книжками совєтської епохи. Більшість із них ніколи не будуть прочитані. І не тому, що перейняті духом зужитої ідеології. Основна їхня вада — лжесвідчення. Вони неправдиві, бо оминають важливе, але не суголосне з партійною ідеологією, акцентують дрібне і другорядне, що не сприяє розумінню часу і людини. Книжка, яка не дає правдивих свідчень чи то на догоду замовникові, чи з безпринципності автора, не має вартості… |
Нагороджений Орденом Свободи «…за видатні заслуги в утвердженні суверенітету та незалежності України, мужність і самовідданість у відстоюванні прав і свобод людини, плідну літературно-публіцистичну діяльність та з нагоди Дня Свободи…» згідно з Указом Президента України «Про нагородження Є. Сверстюка орденом Свободи» від 25 листопада 2008 р. № 1075/2008.
Один з учасників ініціативної групи «Першого грудня» — створеного у 2011 році об'єднання українських інтелектуалів та громадських діячів. У її складі був одним з авторів Національного акту свободи — пропонованого Верховній Раді України суспільного договору, який був опублікований 14 лютого 2014 року і мав на меті знайти шляхи виходу з політичної кризи.

Могила Євгена Сверстюка та Валерії Андрієвської, Байкове кладовище

Помер 1 грудня 2014 року, не доживши дванадцяти днів до свого 87-го дня народження. Поховання відбулося 4 грудня 2014 року на Байковому кладовищі (ділянка № 33, 50°25′8.4″ пн. ш. 30°30′10.9″ сх. д. / 50.419000° пн. ш. 30.503028° сх. д.). Відспівали Сверстюка в церкві Різдва Богородиці УАПЦ, прощалися з дисидентом у Будинку вчителя.

## Творчість та її дослідження
Автор книг, численних статей з літературознавства, психології та релігієзнавства; поезій, перекладів із німецької, англійської, російської мов на українську.
Низка літературно-критичних есеїв Сверстюка, публіцистично актуалізованих у пов'язанні з проблемами сучасності, об'єднані спільною ідеєю боротьби за суверенність української культури — від Івана Котляревського до наших днів. Деякі з них з'явилися (головно у першій половині 1960-х) у журналах «Вітчизна», «Дніпро», «Жовтень», «Дукля» (есе про М. Зерова «Гострої розпуки гострий біль»), газеті «Літературна Україна»; ін. (з кін. 1960-х рр.) у «Самвидаві» («Котляревський сміється», «Остання сльоза» — про Тараса Шевченка, «В. Симоненко — ідея», «Слідами казки про Іванову молодість» та ін.), передруковані за кордоном (головно у збірці «Широке море України», 1972, «Панорама найновішої літератури в УРСР», 1974). Окремою книгою (у «Самвидаві») вийшов есей «Собор у риштованні» (1970) — про роман «Собор» Олеся Гончара.
Основною дослідницею творчості Сверстюка, а також інціатором заходів з вшанування його памяті була доктор філологічних наук Тарнашинська Людмила Броніславівна. Вона стала автором щонайменше 5 літературознавчих праць про Сверстюка  
1. Євген Сверстюк: „Це – вибір”. Біобібліографічний покажчик. Автор тексту – Л. Тарнашинська. Бібліограф-укладач – В Патока. - (Серія біобібліографічних нарисів/посібників (авторська ідея) „Шістдесятництво: профілі на тлі покоління” (у співавторстві з бібліографами Національної Парламентської бібліотеки України). Вип. 5). – К., 2002. – 126 с.
2. Категорія ідеального як художня та життєва практика: Євген Сверстюк // Українське шістдесятництво: профілі на тлі покоління (Історико-літературний та поетикальний аспекти) — К.:Смолоскип. — 2010. — С. 216-247.
3. Євген Сверстюк і Тарас Шевченко: на полі честі: християнський дискурс персональної Шевченкіани // Studia polsko-ukraińskie – 2. Uniwersytet Warszawski – Wedział Lingwistyki Stosowanej Eksperymentalne Laboratorium Literaturoznawcze. – Warshawa 2015. – Ред. В. Соболь. – С. 99-125
4. Людина, якій ми вірили… // На полі чести.: Видання у 2-х книгах. – Книга ІІ: Наш сучасник Євген Сверстюк.  – Упорядник В. Овсієнко. К.: ТОВ «Видавництво «Кліо». – 2015. – С. 493-499.
5. “Між ідеалізмом і критичним пафосом: Євген Сверстюк про феномен національної інтелігенції // Волинь філологічна: текст і контекст. Євген Сверстюк – митець і громадянин: зб. наук. пр. – Вип. 21. – Головний редактор М. Моклиця. – Луцьк, 2016. – С. 169-181.

### Книжки
- Собор у риштованні. — Київ: Самвидав, 1970.
- Блудні сини України. Упорядник Тарас Марусик. — Київ: Т-во «Знання» України, 1993. — 256 с. Обкладинка та ілюстрації Опанаса Заливахи. Збірка есеїв, літературно-критичних статей і виступів автора, присвячених відродженню духовности й морально-етичним проблемам. — («Кобза» ; 1—2 ; 3—4. Серія 6. Письменники України та діяспори). — ISBN 5-7770-0822-4, ISBN 978-5777008220.
- На святі надій. Вибране. — Київ: Наша віра, 1999. 784 стор. ISBN 966-95533-0-X.
- На хвилях «Свободи». Короткі есеї. — Луцьк: ВМА «Терен», 2004.
- Не мир, а меч. Есеї. — Луцьк: ВМА «Терен», 2009.
- Правда полинова. — Київ, Києво-Могилянська академія, 2009.
- Шевченко понад часом. Есеї. / Упорядник Олексій Сінченко. — Луцьк: ВМА «Терен» — Київ: Видавничий дім «Києво-Могилянська академія», 2011. — 277 с.
- Гоголь та українська ніч / Упорядник Олексій Сінченко. — Київ: Кліо, 2013. — ISBN 978-617-7023-05-9.
- Світлі голоси життя. — Київ: Кліо, 2015. — ISBN 978-617-7023-21-9.
- Шевченко понад часом. Есеї. Видання третє, виправлене та доповнене. / Упорядник Олексій Сінченко. — Київ: Кліо, 2015. — 344 с. — ISBN‎ 978-617-7023-26-4.
- На полі чести. Книга 1. Невже то я / Упорядник Олексій Сінченко. — Київ: Кліо, 2015. — ISBN‎ 978-617-7023-29-5.
- Писані синім крилом / Упорядник Олена Голуб. — Київ: Кліо, 2015. — ISBN‎ 978-617-7023-34-9.
- Листування: [двотомник] / Євген Сверстюк, Валерія Андрієвська; [упоряд.: В. Андрієвська, О. Голуб, О. Сінченко]. — Київ: Дух і літера, 2019.

### Публікації
- Євген Сверстюк: «Утрачено той рівень культури, який зобов'язує до сповідування вершин і плекання принципу правдивості» [Архівовано 27 липня 2020 у Wayback Machine.] (Інтерв'ю Олександрі Лавріненко, 6 листопада 1999)
- «Потрібне законодавче обмеження морального сповзання» (Інтерв'ю Ігорю Полянському та Оксані Левковій)
- Вічний феномен диссидентства // polit.ru, 1 мая 2010, 09:35 
Розшифровка лекції правозахисника, доктора філософії, літератора, президента Українського ПЕН-клубу, головного редактора газети «Наша віра», лауреата Шевченківської премії та Міжнародної премії ЮНЕСКО Євгена Сверстюка, що була прочитана 17 березня 2010 року в Києві, в Будинку вчених у рамках проекту «Публічні лекції Політ.UA» (дочірній проект «Публичных лекцій „Полит.ру“»).
- Євген Сверстюк: Убивці Бандери не можуть пробачити своїй жертві власного вчинку [Архівовано 17 квітня 2010 у Wayback Machine.] (Інтерв'ю УНІАН , 14.04.2010).
- Євген Сверстюк — про агентуру в політиці, фальшивих священиків і люстрацію [Архівовано 7 липня 2015 у Wayback Machine.].

### Пісні на слова Сверстюка
- Матері
- Небо в синіх зірках [Архівовано 12 серпня 2014 у Wayback Machine.]. Музика та виконавець: Ольга Богомолець. Альбом «Kairos» (2006)
- Янголе мій

## Вшанування
У 2015 році в Києві та Броварах перейменували вулиці на честь Євгена Сверстюка. З травня 2016 року в Полтаві також з'явилася вулиця Євгена Сверстюка. У 2016 році вулиця Євгена Сверстюка з'явилась у місті Кропивницький. У Луцьку є вулиця, названа на честь Євгена Сверстюка, і присвячена йому пам'ятна дошка.
Велику роль у вшануванні творчої спадщини Євгена Сверстюка відіграв російський філолог, літературний критик Євген Нікольський. Він у 2015 році вперше серед російськомовних вчених опублікував статтю з детальним рецензуванням творчості Сверстюка.
13 грудня 2018 року на державному рівні в Україні відзначалася пам'ятна дата — 90 років з дня народження Євгена Сверстюка.

## Премії
- Державна премія України імені Тараса Шевченка (1995) за книгу «Блудні сини України».
- Премія «Світло справедливості» (2010)[19].

## Висловлювання
- Життя визначається питаннями, які ти поставив там, де звично було мовчати. Кроками, які ти робив проти течії. Світлом, яке ти засвітив серед темряви і посеред нарікань на темряву.
- Які питання ти ставив своєму часові? Чим ти зупиняв юрбу, що летіла за вітром? Як ти будив сонних?
- Як ти змагався з застійним морем байдужих і теплих?
- Як тобі вдалося навернути людину до Бога і до «Віри, що гори ворушить»?
- Водами, які спали, не запустиш водяного млина. Але досвід і практика  — вічно жива сила[5] .